# زقة الرمل
زقة الرمل أو أموكريبتا (الاسم العلمي: Ammocrypta)، جنس أسماك من فصيلة أسماك الفرخ. مسقط رأسه كندا والولايات الأمريكية المتجاورة. أنواعه ستة.

## الأنواع
- زقة الرمل المكشوفة (Ammocrypta beanii) جوردن (David Starr Jordan)، عام 1877.
- زقة الرمل الفلوريدية (Ammocrypta bifascia) ويليامز (Williams)، عام 1975.
- زقة الرمل الغربية (Ammocrypta clara) جوردن وميك (Meek)، عام 1885.
- زقة الرمل الجنوبية (Ammocrypta meridiana) ويليامز، عام 1975.
- زقة الرمل الشرقية (Ammocrypta pellucida) (أغاسي (Louis Agassiz)، عام 1863).
- زقة الرمل القشرية (Ammocrypta vivax) هاي (Hay)، عام 1882.